# Kvalifikace na Mistrovství světa ve fotbale 1966 (UEFA)
Kvalifikace na Mistrovství světa ve fotbale 1966 zóny UEFA určila 9 účastníků finálového turnaje.
Evropské kvalifikace se zúčastnilo 32 týmů rozlosovaných do devíti skupin po třech, resp. čtyřech týmech. Ve skupinách se utkal každý s každým dvoukolově doma a venku. Vítězové skupin postoupili na MS. Evropské kvalifikace se zúčastnili i nečlenové UEFA -  Sýrie a  Izrael.

## Skupina 1
| Poř. | Tým       | B | Z | V | R | P | VG | IG |
| ---- | --------- | - | - | - | - | - | -- | -- |
| 1=   | Belgie    | 6 | 4 | 3 | 0 | 1 | 11 | 3  |
| 1=   | Bulharsko | 6 | 4 | 3 | 0 | 1 | 9  | 6  |
| 3    | Izrael    | 0 | 4 | 0 | 0 | 4 | 1  | 12 |

| Datum                         | Domácí    | Výsledek | Hosté     |
| ----------------------------- | --------- | -------- | --------- |
| 9. května 1965, Brusel        | Belgie    | 1 – 0    | Izrael    |
| 13. června 1965, Sofia        | Bulharsko | 4 – 0    | Izrael    |
| 26. září 1965, Sofia          | Bulharsko | 3 – 0    | Belgie    |
| 27. října 1965, Brusel        | Belgie    | 5 – 0    | Bulharsko |
| 10. listopadu 1965, Ramat Gan | Izrael    | 0 – 5    | Belgie    |
| 21. listopadu 1965, Ramat Gan | Izrael    | 1 – 2    | Bulharsko |

Týmy Belgie a Bulharsko měly stejný počet bodů. O postupu tak musel rozhodnout dodatečný zápas.
| Datum                        | Domácí    | Výsledek | Hosté  |
| ---------------------------- | --------- | -------- | ------ |
| 29. prosince 1965, Florencie | Bulharsko | 2 – 1    | Belgie |

Bulharsko postoupilo na Mistrovství světa ve fotbale 1966.

## Skupina 2
| Poř. | Tým     | B | Z | V | R | P | VG | IG |
| ---- | ------- | - | - | - | - | - | -- | -- |
| 1    | SRN     | 7 | 4 | 3 | 1 | 0 | 14 | 2  |
| 2    | Švédsko | 5 | 4 | 2 | 1 | 1 | 10 | 3  |
| 3    | Kypr    | 0 | 4 | 0 | 0 | 4 | 0  | 19 |

| Datum                             | Domácí  | Výsledek | Hosté   |
| --------------------------------- | ------- | -------- | ------- |
| 4. listopadu 1964, Západní Berlín | SRN     | 1 – 1    | Švédsko |
| 24. dubna 1965, Karlsruhe         | SRN     | 5 – 0    | Kypr    |
| 5. května 1965, Norrköping        | Švédsko | 3 – 0    | Kypr    |
| 26. září 1965, Stockholm          | Švédsko | 1 – 2    | SRN     |
| 7. listopadu 1965, Famagusta      | Kypr    | 0 – 5    | Švédsko |
| 14. listopadu 1965, Nikósie       | Kypr    | 0 – 6    | SRN     |

Západní Německo postoupilo na Mistrovství světa ve fotbale 1966.

## Skupina 3
| Poř. | Tým         | B  | Z | V | R | P | VG | IG |
| ---- | ----------- | -- | - | - | - | - | -- | -- |
| 1    | Francie     | 10 | 6 | 5 | 0 | 1 | 9  | 2  |
| 2    | Norsko      | 7  | 6 | 3 | 1 | 2 | 10 | 5  |
| 3    | Jugoslávie  | 7  | 6 | 3 | 1 | 2 | 10 | 8  |
| 4    | Lucembursko | 0  | 6 | 0 | 0 | 6 | 6  | 20 |

| Datum                        | Domácí      | Výsledek | Hosté       |
| ---------------------------- | ----------- | -------- | ----------- |
| 20. září 1964, Bělehrad      | Jugoslávie  | 3 – 1    | Lucembursko |
| 4. října 1964, Lucemburk     | Lucembursko | 0 – 2    | Francie     |
| 8. listopadu 1964, Lucemburk | Lucembursko | 0 – 2    | Norsko      |
| 11. listopadu 1964, Paříž    | Francie     | 1 – 0    | Norsko      |
| 18. dubna 1965, Bělehrad     | Jugoslávie  | 1 – 0    | Francie     |
| 27. května 1965, Trondheim   | Norsko      | 4 – 2    | Lucembursko |
| 16. června 1965, Oslo        | Norsko      | 3 – 0    | Jugoslávie  |
| 15. září 1965, Oslo          | Norsko      | 0 – 1    | Francie     |
| 19. září 1965, Lucemburk     | Lucembursko | 2 – 5    | Jugoslávie  |
| 9. října 1965, Paříž         | Francie     | 1 – 0    | Jugoslávie  |
| 6. listopadu 1965, Marseille | Francie     | 4 – 1    | Lucembursko |
| 7. listopadu 1965, Bělehrad  | Jugoslávie  | 1 – 1    | Norsko      |

Francie postoupila na Mistrovství světa ve fotbale 1966.

## Skupina 4
| Poř. | Tým            | B | Z | V | R | P | VG | IG |
| ---- | -------------- | - | - | - | - | - | -- | -- |
| 1    | Portugalsko    | 9 | 6 | 4 | 1 | 1 | 9  | 4  |
| 2    | Československo | 7 | 6 | 3 | 1 | 2 | 12 | 4  |
| 3    | Rumunsko       | 6 | 6 | 3 | 0 | 3 | 9  | 7  |
| 4    | Turecko        | 2 | 6 | 1 | 0 | 5 | 4  | 19 |

| Datum                        | Domácí         | Výsledek | Hosté          |
| ---------------------------- | -------------- | -------- | -------------- |
| 24. ledna 1965, Lisabon      | Portugalsko    | 5 – 1    | Turecko        |
| 19. dubna 1965, Ankara       | Turecko        | 0 – 1    | Portugalsko    |
| 25. dubna 1965, Bratislava   | Československo | 0 – 1    | Portugalsko    |
| 2. května 1965, Bukurešť     | Rumunsko       | 3 – 0    | Turecko        |
| 30. května 1965, Bukurešť    | Rumunsko       | 1 – 0    | Československo |
| 13. června 1965, Lisabon     | Portugalsko    | 2 – 1    | Rumunsko       |
| 19. září 1965, Praha         | Československo | 3 – 1    | Rumunsko       |
| 9. října 1965, Istanbul      | Turecko        | 0 – 6    | Československo |
| 23. října 1965, Ankara       | Turecko        | 2 – 1    | Rumunsko       |
| 31. října 1965, Porto        | Portugalsko    | 0 – 0    | Československo |
| 21. listopadu 1965, Brno     | Československo | 3 – 1    | Turecko        |
| 21. listopadu 1965, Bukurešť | Rumunsko       | 2 – 0    | Portugalsko    |

Portugalsko postoupilo na Mistrovství světa ve fotbale 1966.

## Skupina 5
| Poř. | Tým           | B | Z | V | R | P | VG | IG |
| ---- | ------------- | - | - | - | - | - | -- | -- |
| 1    | Švýcarsko     | 9 | 6 | 4 | 1 | 1 | 7  | 3  |
| 2    | Severní Irsko | 8 | 6 | 3 | 2 | 1 | 9  | 5  |
| 3    | Nizozemsko    | 6 | 6 | 2 | 2 | 2 | 6  | 4  |
| 4    | Albánie       | 1 | 6 | 0 | 1 | 5 | 2  | 12 |

| Datum                        | Domácí        | Výsledek | Hosté         |
| ---------------------------- | ------------- | -------- | ------------- |
| 24. května 1964, Rotterdam   | Nizozemsko    | 2 – 0    | Albánie       |
| 14. října 1964, Belfast      | Severní Irsko | 1 – 0    | Švýcarsko     |
| 25. října 1964, Tirana       | Albánie       | 0 – 2    | Nizozemsko    |
| 14. listopadu 1964, Lausanne | Švýcarsko     | 2 – 1    | Severní Irsko |
| 17. března 1965, Belfast     | Severní Irsko | 2 – 1    | Nizozemsko    |
| 7. dubna 1965, Rotterdam     | Nizozemsko    | 0 – 0    | Severní Irsko |
| 11. dubna 1965, Tirana       | Albánie       | 0 – 2    | Švýcarsko     |
| 2. května 1965, Ženeva       | Švýcarsko     | 1 – 0    | Albánie       |
| 7. května 1965, Belfast      | Severní Irsko | 4 – 1    | Albánie       |
| 17. října 1965, Amsterdam    | Nizozemsko    | 0 – 0    | Švýcarsko     |
| 14. listopadu 1965, Bern     | Švýcarsko     | 2 – 1    | Nizozemsko    |
| 24. listopadu 1965, Tirana   | Albánie       | 1 – 1    | Severní Irsko |

Švýcarsko postoupilo na Mistrovství světa ve fotbale 1966.

## Skupina 6
| Poř. | Tým      | B | Z | V | R | P | VG | IG |
| ---- | -------- | - | - | - | - | - | -- | -- |
| 1    | Maďarsko | 7 | 4 | 3 | 1 | 0 | 8  | 3  |
| 2    | NDR      | 4 | 4 | 1 | 2 | 1 | 5  | 5  |
| 3    | Rakousko | 1 | 4 | 0 | 1 | 3 | 1  | 6  |

| Datum                   | Domácí   | Výsledek | Hosté    |
| ----------------------- | -------- | -------- | -------- |
| 25. dubna 1965, Vídeň   | Rakousko | 1 – 1    | NDR      |
| 23. května 1965, Lipsko | NDR      | 1 – 1    | Maďarsko |
| 13. června 1965, Vídeň  | Rakousko | 0 – 1    | Maďarsko |
| 5. září 1965, Budapešť  | Maďarsko | 3 – 0    | Rakousko |
| 9. října 1965, Budapešť | Maďarsko | 3 – 2    | NDR      |
| 31. října 1965, Lipsko  | NDR      | 1 – 0    | Rakousko |

Maďarsko postoupilo na Mistrovství světa ve fotbale 1966.

## Skupina 7
| Poř. | Tým           | B  | Z | V | R | P | VG | IG |
| ---- | ------------- | -- | - | - | - | - | -- | -- |
| 1    | Sovětský svaz | 10 | 6 | 5 | 0 | 1 | 19 | 6  |
| 2    | Wales         | 6  | 6 | 3 | 0 | 3 | 11 | 9  |
| 3    | Řecko         | 5  | 6 | 2 | 1 | 3 | 10 | 14 |
| 4    | Dánsko        | 3  | 6 | 1 | 1 | 4 | 7  | 18 |

| Datum                      | Domácí        | Výsledek | Hosté         |
| -------------------------- | ------------- | -------- | ------------- |
| 21. října 1964, Kodaň      | Dánsko        | 1 – 0    | Wales         |
| 29. listopadu 1964, Athény | Řecko         | 4 – 2    | Dánsko        |
| 9. prosince 1964, Athény   | Řecko         | 2 – 0    | Wales         |
| 17. března 1965, Cardiff   | Wales         | 4 – 1    | Řecko         |
| 23. května 1965, Moskva    | Sovětský svaz | 3 – 1    | Řecko         |
| 30. května 1965, Moskva    | Sovětský svaz | 2 – 1    | Wales         |
| 27. června 1965, Moskva    | Sovětský svaz | 6 – 0    | Dánsko        |
| 3. října 1965, Athény      | Řecko         | 1 – 4    | Sovětský svaz |
| 17. října 1965, Kodaň      | Dánsko        | 1 – 3    | Sovětský svaz |
| 27. října 1965, Cardiff    | Wales         | 2 – 1    | Sovětský svaz |
| 27. října 1965, Kodaň      | Dánsko        | 1 – 1    | Řecko         |
| 1. prosince 1965, Wrexham  | Wales         | 4 – 2    | Dánsko        |

SSSR postoupil na Mistrovství světa ve fotbale 1966.

## Skupina 8
| Poř. | Tým     | B | Z | V | R | P | VG | IG |
| ---- | ------- | - | - | - | - | - | -- | -- |
| 1    | Itálie  | 9 | 6 | 4 | 1 | 1 | 17 | 3  |
| 2    | Skotsko | 7 | 6 | 3 | 1 | 2 | 8  | 8  |
| 3    | Polsko  | 6 | 6 | 2 | 2 | 2 | 11 | 10 |
| 4    | Finsko  | 2 | 6 | 1 | 0 | 5 | 5  | 20 |

| Datum                      | Domácí  | Výsledek | Hosté   |
| -------------------------- | ------- | -------- | ------- |
| 21. října 1964, Glasgow    | Skotsko | 3 – 1    | Finsko  |
| 4. listopadu 1964, Janov   | Itálie  | 6 – 1    | Finsko  |
| 18. dubna 1965, Varšava    | Polsko  | 0 – 0    | Itálie  |
| 23. května 1965, Chořov    | Polsko  | 1 – 1    | Skotsko |
| 27. května 1965, Helsinky  | Finsko  | 1 – 2    | Skotsko |
| 23. června 1965, Helsinky  | Finsko  | 0 – 2    | Itálie  |
| 26. září 1965, Helsinky    | Finsko  | 2 – 0    | Polsko  |
| 13. října 1965, Glasgow    | Skotsko | 1 – 2    | Polsko  |
| 24. října 1965, Szczecin   | Polsko  | 7 – 0    | Finsko  |
| 1. listopadu 1965, Řím     | Itálie  | 6 – 1    | Polsko  |
| 9. listopadu 1965, Glasgow | Skotsko | 1 – 0    | Itálie  |
| 7. prosince 1965, Neapol   | Itálie  | 3 – 0    | Skotsko |

Itálie postoupila na Mistrovství světa ve fotbale 1966.

## Skupina 9
- Sýrie se vzdala účasti na podporu afrických týmů, které se neúčastnily kvůli protestu proti tomu, že africká zóna nemá ani jedno přímé účastnické místo na závěrečném turnaji.

| Poř. | Tým       | B | Z | V | R | P | VG | IG | Ave |
| ---- | --------- | - | - | - | - | - | -- | -- | --- |
| 1=   | Irsko     | 2 | 2 | 1 | 0 | 1 | 2  | 4  | 0.5 |
| 1=   | Španělsko | 2 | 2 | 1 | 0 | 1 | 4  | 2  | 2   |

| Datum                   | Domácí    | Výsledek | Hosté     |
| ----------------------- | --------- | -------- | --------- |
| 5. května 1965, Dublin  | Irsko     | 1 – 0    | Španělsko |
| 27. října 1965, Sevilla | Španělsko | 4 – 1    | Irsko     |

Týmy Irsko a Španělsko měly stejný počet bodů. O postupu tak musel rozhodnout zápas na neutrální půdě.
| Datum                     | Domácí    | Výsledek | Hosté |
| ------------------------- | --------- | -------- | ----- |
| 10. listopadu 1965, Paříž | Španělsko | 1 – 0    | Irsko |

Španělsko postoupilo na Mistrovství světa ve fotbale 1966.